# Именштат им Алгој
Именштат им Алгој (њем. Immenstadt im Allgäu) град је у њемачкој савезној држави Баварска. Једно је од 28 општинских средишта округа Обералгој. Према процјени из 2010. у граду је живјело 14.371 становника. Посједује регионалну шифру (AGS) 9780124.

## Географски и демографски подаци
Именштат им Алгој се налази у савезној држави Баварска у округу Обералгој. Град се налази на надморској висини од 728–1749 метара. Површина општине износи 81,4 km². У самом граду је, према процјени из 2010. године, живјело 14.371 становника. Просјечна густина становништва износи 177 становника/km².

## Међународна сарадња
| Мјесто    | Држава               | Врста сарадње | Од    |
| --------- | -------------------- | ------------- | ----- |
| Велингтон | Уједињено Краљевство | партнерство   | 1984. |
|           | Француска            | партнерство   | 1960. |
| Извор     |                      |               |       |